# Travka
Travka — румунський рок-гурт, утворений 2002 року у місті Фокшани. За роки свого існування гурт видав 3 студійні альбоми та відзняв декілька відеокліпів. До найвідоміших пісень гурту належать: «Cum te simți?», «Corabia nebunilor», «Inger sedat», «Distanțe», «Zâmbetul tău».

## Склад гурту
- George Gadei (вокал, гітара)
- Alexei Turcan (гітара, акордеон)
- Mikhail Galca (гітара)
- Cristi Chirodea (ударні)

### Колишні учасники
- Răzvan Rusu "Mizdan" (до 2012, бас-гітара)

## Дискографія

### Альбоми
- Corabia Nebunilor (2005)
- Vreau sa simt Praga (2007)
- OKEAN (2012)

### Сингли
- "Noapte" (2003)
- "Indiferent" (2003)
- Corabia Nebunilor (2005)
- «Inger sedat» (2005)
- «Zâmbetul tău» (2006)
- «Cum te simți?» (2006)
- «Intr-un fel» (2007)
- «Urban violent» (2007)
- «E cineva in orașul acesta?» (2010)
- «Distanțe» (2014)
- «În Aer» (2015)

## Відеографія

### Кліпи
- "Travka" (live, 2004)
- "Zâmbetul tău" (live, 2004)
- Corabia Nebunilor (2005)
- «Cum te simți?» (2006)
- «E cineva in orașul acesta?» (2010)
- «Distanțe» (2014)
- «În Aer» (2016)